# باندونگ
باندونگ (اندونزیایی: Kota Bandung) پایتخت استان جاوهٔ غربی در اندونزی است. این شهر با ۷٫۴ میلیون نفر جمعیت در سال ۲۰۰۷، سومین شهر پرجمعیت کشور به‌شمار رفته و هم‌چنین دومین ناحیهٔ بزرگ کلان‌شهری محسوب می‌شود.
باندونگ ۷۶۸ متر (۲۵۲۰ فوت) از سطح دریا ارتفاع دارد. این شهر در مقایسه با سایر شهرهای اندونزی، در بیش‌تر روزهای سال از آب و هوای نسبتاً خنکی برخوردار است. باندونگ در حوزهٔ یک رود قرار گرفته و کوه‌های آتش‌فشانی این شهر را احاطه کرده‌است.
باندونگ از لحاظ توپوگرافی از موقعیت دفاعی طبیعی بسیار مناسبی بهره‌مند گشته‌است. به گونه‌ای که دولت هند شرقی (مستعمرهٔ هلند) نقشهٔ انتقال پایتخت از باتاویا به باندونگ را کشیده بود.

## نگارخانه

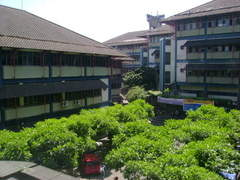
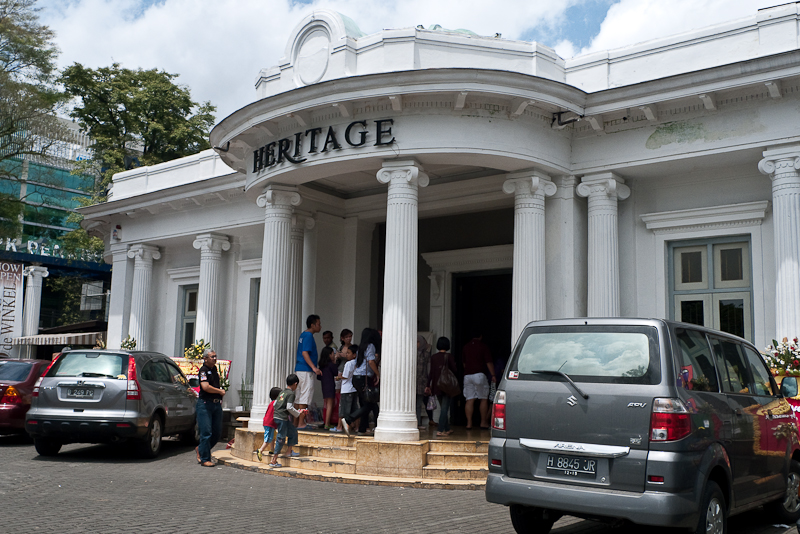